# Heterogomphus aidoneus
Heterogomphus aidoneus är en skalbaggsart som beskrevs av Perty 1830. Heterogomphus aidoneus ingår i släktet Heterogomphus och familjen Dynastidae. Inga underarter finns listade i Catalogue of Life.